# 1. FC Lok Stendal
1. FC Lok Stendal e. V. – niemiecki klub piłkarski z siedzibą w mieście Stendal, występujący w Verbandslidze Sachsen-Anhalt, stanowiącej szósty poziom rozgrywek w Niemczech.

## Historia
Klub został założony w 1945 roku jako SG Stendal-Nord. W kolejnych latach dwukrotnie zmieniał nazwę: na Blau-Weiss Stendal w 1948, a w 1949 na SG Eintracht Stendal. W tym samym roku połączył się z klubami BSG Reichsbahn Stendal oraz BSG RAW Stendal, tworząc SG Hans Wendler Stendal. W sezonie 1949/1950 rozpoczął występy w pierwszej lidze NRD. W 1950 roku klub przyjął nazwę BSG Lokomotive Stendal. W pierwszej lidze występował z przerwami do 1968 roku. Następnie do 1989 roku grał w drugiej lidze NRD, z wyjątkiem lat 1977–1978 oraz 1983–1987, kiedy to występował w trzeciej lidze. W 1990 roku, po zjednoczeniu Niemiec, klub zmienił nazwę na FSV Lok Altmark Stendal i na sezon 1990/1991 wrócił do drugiej ligi. Następnie rozpoczął grę w Oberlidze, stanowiącej trzecią ligę. Potem do 2000 roku grał w Regionallidze, która zastąpiła Oberligę jako trzeci poziom rozgrywek. W 2002 roku klub zbankrutował, a następnie dokonał fuzji z 1. FC Stendal, tworząc 1. FC Lok Stendal.

## Występy w lidze
| Liga         | Poziom | Sezony | Lata                                                                         |
| ------------ | ------ | ------ | ---------------------------------------------------------------------------- |
| DDR-Oberliga | I      | 15     | 1949–1954, 1955–1957, 1959, 1961–1962, 1963–1968                             |
| DDR-Liga     | II     | 21     | 1954–1955, 1958, 1960, 1962–1963, 1968–1977, 1978–1983, 1987–1989, 1990–1991 |

## Reprezentanci kraju grający w klubie
- Dinalo Adigo
- Gerd Backhaus
- Kemo Ceesay
- Rock Embingou
- Ronan Carolino Falcão
- Wilfried Klingbiel
- Kurt Liebrecht
- Ernst Lindner
- Dariusz Marciniak
- Ali Moustapha
- Rusi Petkow
- Alkhaly Soumah
- Rashin Wurie